# ライトノベル

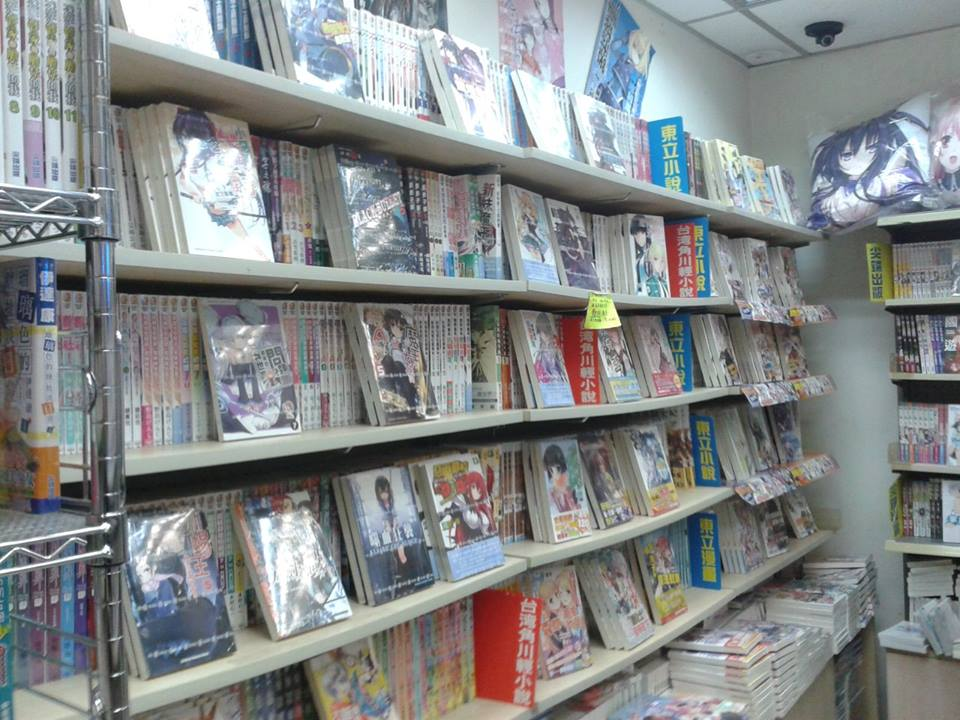
マカオの書店で翻訳されて販売されている（2014年）

ライトノベルは、日本で生まれた言葉で、娯楽小説のジャンルの1つ。英単語のlightとnovelを組み合わせた和製英語で、略語はラノベ。

## 定義

### ライトノベルの定義
業界内でも明確な基準は確立されておらず、はっきりとした必要条件や十分条件がない。このため「ライトノベルの定義」については様々な説がある。いずれも客観的な定義にはなっていないが「ライトノベルを発行しているレーベルから出ている」「出版社がその旨を宣言した作品である」「マンガ、萌え絵のイラストレーション、挿絵を多用し、登場人物のキャラクターイメージや世界観設定を予め固定化している」「キャラクター描写を中心に据え、漫画のノベライズのように作られている」「青少年、あるいは若年層を読者層に想定して執筆されている」「作者が自称している」などが挙げられる。
2004年に刊行された『ライトノベル完全読本』（日経BP社）では「表紙や挿絵にアニメ調のイラストを多用している若年層向けの小説」とされていた。榎本秋は自著における定義として「中学生／高校生という主なターゲットにおいて読みやすく書かれた娯楽小説」と記している。あるいは「青年期の読者を対象とし、作中人物を漫画やアニメーションを想起させる『キャラクター』として構築したうえで、それに合わせたイラストを添えて刊行される小説群」とするものもある。森博嗣は、著書『つぼねのカトリーヌ』（2014年）において「会話が多く読みやすく、絵があってわかりやすい小説」だとしている。又は「マンガ的あるいはアニメ的なイラストが添付された中高生を主要読者とするエンターテインメント小説」とするもの、「アニメ風の表紙や挿絵。改行や会話が多い文章」とするものもある。
作家側も発行レーベルや対象読者層など、ライトノベルとそれ以外の小説を必ずしも区別して執筆しているわけではない。また、出版社側も明確にライトノベルと謳っているレーベル以外では、ライトノベルとそれ以外の小説の線引きを行い、出版しているわけではない。角川書店で毎年夏に展開されている「発見。角川文庫 夏の100冊」に於いても、一般小説に混じってライトノベルが紹介されており、2010年度版以降は『砂糖菓子の弾丸は撃ちぬけない』『海の底』など、角川文庫から再刊行された作品が収録されている。
KADOKAWAは漫画とライトノベルを収集する『マンガラノベ図書館』を運営しているが、ライトノベルの定義が困難であるため「エンターテインメント性の強い特定のレーベルから刊行されたもの」という基準で収集している。

#### ライトノベルと少女小説
少女小説は「少女向けライトノベル」として扱われることが多い。ただし、少女小説は地の文を中心とした小説としての書き方という点で、一般文芸に近いものを要求されてきたため、男性向けライトノベルとはかなりの違いがあるという意見もある。

#### ライトノベルと児童文学
10代を主なターゲットとしている文学ジャンルには他にも児童文学があるが、ライトノベルと異なるのは、大人向けに書かれた文学的価値観を持ち込んでいる点、健全な世界観や倫理性のもとに構築される作品が多い点、読み手の対象年齢を考慮した上での教育的な性格が色濃い点がある。

#### ライト文芸
ライトノベルから派生して、より対象年齢を高く設定したライト文芸と呼ばれるジャンルがある。SUGOI JAPANのライトノベル部門投票作品に角川文庫のキャラクター小説やメディアワークス文庫の作品が選ばれたり、早川書房『SFが読みたい!』のライトノベル紹介ページに講談社タイガ文庫の作品が載っていたりするなど、そのままライトノベルとして扱われることも多い。名称が定着していない初期には、書店棚にていわゆる「なろう系」と呼ばれる小説投稿サイトで発表された作品の書籍が、ライト文芸と冠した棚に置かれることがあった。

### 新文芸
KADOKAWAは「ネット上で発表された作品を書籍・電子書籍化して出版する小説」を「新文芸」と名付けている。いわゆる「ネット小説」の他、VOCALOID楽曲をもとにして書かれる「ボカロ小説」や「フリーゲームのノベライズ」なども新文芸に含まれるとしている。意味合いが異なる「ライト文芸」と名称を混同されることがある。

## 発祥
ライトノベルの起源には、ソノラマ文庫が創刊された1975年や、新井素子や氷室冴子などの人気作家が登場した1977年など、複数の説がある。ライトノベル作家の中里融司は、その源流は戦前の「少年倶楽部」に載っていた一流大衆作家の少年向け長編小説だとしている。
マンガラノベ図書館では、水野良の『ロードス島戦記』が起源としている。

## 名称
井上伸一郎によれば1980年代後半には統一されたジャンル名はなく「ファンタジー小説」や「ヤングアダルト」に括られていたという。1988年に刊行された『ロードス島戦記』の1作目となる『灰色の魔女』の初版に付けられた帯では「ファンタジー活劇小説」という名称が利用されていた。
水野良と安田均は「RPGの世界観やストーリー」を特徴とする小説として「ゲーム小説」を定義した。その後、角川歴彦は「ゲーム小説」の概念をメディアミックスの可能性を持つ新しいジャンルに拡大した。
「ライトノベル」の命名は、1990年初めにパソコン通信ニフティサーブの「SFファンタジー・フォーラム」において、それまでのSFやファンタジーから独立した会議室を、会議室のシスオペであった“神北恵太”が「ソノラマ・コバルト」などのレーベルからの出版物に「ライトノベル」と名付けたことが始まりであるとされる。
従来、これらの分類に対して出版社がつけていた名称としては「ジュブナイル」「ヤングアダルト」または「ジュニア小説」などがある。しかし「ジュブナイル」は小学生向けの教育的かつ健全な物語というイメージがあり、欧米の図書館職員によるレイティングが由来の「ヤングアダルト」は日本では「ヤングのアダルト小説」とも解釈されて異なった印象を与えがちなことから、これらとは違う、気軽に扱うことの出来る名称として作られた。現在では、各種メディアでも「ジュブナイルノベル」や「ヤングアダルト小説」ではなく「ライトノベル」と呼ばれるようになり、定着している。なお「ライトノベル」という呼称は、発祥してからすぐに定着したわけではなく、一般にも呼称されるようになったのはインターネットが広く普及しそれまで以上に読者同士が交流を行うようになった2000年頃だとされている。例えば、東京BBSのファンタジーノベルボードでは、ボードで扱う話題の説明に "（富士見ファンタジア文庫・朝日ソノラマ文庫等）" とあり、今日ではライトノベルと認識される範疇を「ファンタジーノベル」と括っていた。
「ライトノベル」という呼称については、和製英語なので国際的には通用しないと誤解されていること（現在は「MANGA」「ANIME」などと同様に日本独自の分類分けとして知られている）、英語として直訳すると「軽い小説」と訳されることもあり、読者がどのように受け入れているのかを考慮することなく「ライトノベル」と呼ばれることを敬遠する出版社や作家などもいる。また、文学事典などの学術的な事典においても「ライトノベル」を採用している例は少ない。さらに図書館学の分野においては国際的な学術用語として「ヤングアダルト」が採用されている。

## 特性

### 版型と年齢層
以前は多くが文庫本の判型であった。しかし、1990年代末以降においては読者層の変化や嗜好の細分化などから、より少ない発行部数でも採算の取りやすい新書（ノベルズ）や四六判ソフトカバーなどでの発売も増えている。とりわけ、2012年頃から四六版ソフトカバーのライトノベルレーベルの発足が相次ぎ、2012年から2015年にかけて、ライトノベルにおける新書・四六版の売上が倍増している。主として若年層を読者としているものの、その対象年齢は拡大しているとされる。中心読者層が30代から40代以上の作品もある。

### 内容
内容は恋愛、SF、ファンタジー、ミステリー、ホラー、学園ラブコメと多くのものを含んでいる。ビジュアルノベル、アニメ、漫画などの作品を原作にしたノベライズ作品も多く発行されている。逆に、ライトノベルを原作とした漫画化やアニメ化、映画化やテレビゲーム化、玩具化（フィギュア等）などのメディアミックスも盛んに行われている。
近年は作品と読者年齢層の多様化が見られる。また高殿円、紅玉いづきなどライトノベルとそれ以外の小説の両方を出版する作家、乙一、冲方丁、桜庭一樹などライトノベル作家としてデビューした後、他ジャンルにも展開し、直木賞などの文学賞を受賞して文壇入りする作家の出現によって、それまでの概念から大きく広がりを見せている。

### 挿絵・イラストの重要性
ライトノベルにとっては、挿絵によるイメージと挿絵に対する読者層からの評価は、他ジャンルの小説よりも重要な意味を持つ。これは、ライトノベル読者のうち少なくない数が、イラストレーションで作品を選択する「イラスト買い」を行っていることに起因する。「イラスト買い」が多く行われる理由は、ライトノベルがメインのターゲットとしている層は活字よりもアニメやマンガに親しんでいる層であるためとされているからである。
初期のライトノベルの挿絵担当者は、安彦良和や天野喜孝など油絵や水彩画のような絵画手法をも持ったアニメーター出身者や、永井豪などの伝奇アクション作品系の漫画家、いのまたむつみ・美樹本晴彦などアニメ業界出身の当時の若手中堅イラストレーター、都築和彦などのパソコンゲーム業界出身のイラストレーターなどが主流であった。
少女文学のジャンルでは、1987年に花井愛子が講談社X文庫ティーンズハートの創刊に際して企画から関わり、同年、『一週間のオリーブ』を第一線で活躍する人気漫画家のイラストを採用した華やかな少女小説として出版し、これが人気を集めたのに続いて、少年向けでも1990年代初頭、神坂一『スレイヤーズ』の挿絵を手掛けたあらいずみるいの登場を契機としていわゆるアニメ塗りのイラストへの変革が発生した。これはアニメを見慣れた世代の読者が増加するとともにそうした絵柄が支持を集めるようになったことと、ライトノベルの需要増加とともに短時間で大量のイラストを生産できる体制を確立する必要があったことに起因している。
1990年代後半に入るとパソコンと画像ソフトウェアの発達からCGを利用したイラストレーションが増加し、美少女ゲームなどからも人気を集める絵柄のエッセンスを取り込むなどの動きが見られた。特に電撃文庫は緒方剛志、黒星紅白、原田たけひとなど、アニメ業界やゲーム業界でも活躍する若手イラストレーターの登用で躍進し、MF文庫Jがより大衆化された美少女路線で追随した。2000年代以降はいとうのいぢ、ヤスダスズヒト、ブリキなどがヒットメーカーとして知られている。
ライトノベルでは人気イラストレーターが表紙（および挿絵）を担当すると、それだけで売り上げが伸びる効果があるとされている。榎本秋は「もちろんヒットしたのは作品が魅力的であるため」と前置きした上で、「イラストの力がそれ（売り上げ）を押し上げたのは間違いない」としている。
近年ではライトノベルと一般文芸の中間に位置するライト文芸の勃興によって、一般小説の装丁でもイラストレーターが重視されることが増えている。大多数の作品に挿絵イラストが使用されている一方で、あえて挿絵やイラストを使用しない方針をとる作品もある。これは「本屋で買うのが恥ずかしい」という中高生より上の年齢層の読者の敬遠や「イラストがあると却ってイメージが制限される」という読者に対応したものである。

## 歴史

### 1984年以前
明確なライトノベル専門のレーベルとしてではなく、後にレーベル中にライトノベルが含まれているとされている物を挙げる。
- ソノラマ文庫 - 代表作『クラッシャージョウ』（1977年）、『吸血鬼ハンターD』（1983年）、『妖精作戦』（1984年）、等
- コバルト文庫 - 代表作『なんて素敵にジャパネスク』（1984年）、『丘の家のミッキー』（1984年）、等

### 1984年以降
1986年から角川文庫で行われた「ファンタジーフェア」と、テーブルトークRPGなどを扱っていたパソコンゲーム誌『コンプティーク』を母体に、1988年に角川スニーカー文庫と富士見ファンタジア文庫が刊行される。同時に富士見書房から、テーブルトークRPGなどの非電源ゲームに特化した『ドラゴンマガジン』が創刊され、紙面の半分程度を同文庫に収録される作品などの連載に割いていた。
富士見書房は1989年からファンタジア大賞（当時はファンタジア長編小説大賞）の選考を開始し、準入選に神坂一らが選ばれた。当時のミリオンセラーを列挙すると『ロードス島戦記』、『スレイヤーズ』、『フォーチュンクエスト』、『魔術士オーフェン』、『風の大陸』などが挙げられ、「ファンタジーフェア」以来の和製ファンタジー小説を中心にヒットを飛ばしていた。
富士見ファンタジア文庫を刊行している富士見書房は、角川書店の子会社として設立された経緯から角川書店との関係が深く、元々は国文学主体の出版社であった角川書店が出版しない官能小説やアイドル写真集などの書籍を富士見書房の名前で発売するという形態を取っていた。その後、角川書店に合併されてからは角川書店富士見事業部となり、「書房」とは名乗っているものの角川書店の一部門であった。富士見書房に限らず、初期ライトノベルレーベルの大半は角川書店の傘下にあり、長く角川メディアオフィス系の角川グループがジャンルの主導権を握っていく。
大塚英志は、角川文化の台頭の背景には、朝日新聞に代表される旧「教養」の破壊を目的とした「見えない文化大革命」があり、その帰結がライトノベル、対する「反動勢力」がスタジオジブリであったとする。一方鳥嶋和彦は「「オタク」や「萌え」という言葉が一般化する大きな流れに、角川が非常に上手く合わせたんだよ。一方の大手出版社たちはそういうものやライトノベルを低く見て莫迦にしていたから。」「そもそもマンガだってそういうものなんだから、莫迦にしちゃいけないんです。時代の空気なんだから。だから後からラノベに参入しようとしても、KADOKAWAのシェアが圧倒的で、とても入れる状況じゃない。莫迦にした段階で、敗北は確定していたよね（笑）」と角川を評価する。

### 1992年以降
1992年、経営上の対立から、角川書店の当時の社長角川春樹の弟である角川歴彦らを中心とした角川メディアオフィス系のメンバーが角川書店を退社し、メディアワークス（後にアスキー・メディアワークス）を設立した。これにより、角川スニーカー文庫からは水野良・深沢美潮・中村うさぎ・あかほりさとる等の人気作家を引き連れ、電撃文庫を創刊する。電撃文庫は当初、主婦の友社と提携し販売を行なっていたが、春樹は1993年8月29日にコカイン密輸事件で逮捕され、角川書店から事実上追放された。
これによって歴彦は、角川書店側に請われ、角川書店の社長も兼務することになった。メディアワークスもまた、1999年に主婦の友社との提携を解消して角川ホールディングス傘下となる。メディアワークスは電撃小説大賞（当初は電撃ゲーム小説大賞、ゲームシナリオを募集する意味合いが強かった）を1994年より開始し、1996年の川上稔、1997年の上遠野浩平、橋本紡といった受賞者が現れた。また『キノの旅』『とある魔術の禁書目録』など落選作拾い上げからベストセラーになるシリーズも出現し、『スレイヤーズ』『魔術士オーフェン』のヒット以来、トップの座にあった富士見ファンタジア文庫からシェアを奪っていく。
ファミ通文庫は1998年に創刊されたが、かつてログアウト文庫で不振に終わったアスペクトのライトノベル業界への事実上の再参入であった。しかし、1999年頃、経営を悪化させた当時のアスキー（旧社）はグループ再編を行い、『週刊ファミ通』を始めとするゲーム雑誌や子会社のアスペクト（現在は独立）が手がけていたファミ通文庫などのエンターテイメント系事業を、完全子会社であるエンターブレインへ集約した。その後、グループの持ち株会社であるメディアリーヴスは、ユニゾンキャピタル傘下を経て2005年に角川ホールディングスの傘下となり、旧社より社名と『月刊アスキー』他の出版事業を継承したアスキー（新社）は2008年にメディアワークスと合併し、アスキー・メディアワークスとなった。

### 2002年以降
MF文庫Jは2002年にリクルートの子会社メディアファクトリーのレーベルとして創刊され、非角川系・非一ツ橋系では最大勢力であったが、2011年に角川グループホールディングスがメディアファクトリーを買収し傘下に収めた。
このような複雑な経緯により、角川グループは少年向けライトノベルレーベルだけでも、
- 角川スニーカー文庫
- 富士見ファンタジア文庫
- MF文庫J
- 電撃文庫
- ファミ通文庫

の5つを傘下に収め、市場の7割から8割（2007年。MF文庫Jは含まれていない）という圧倒的なシェアを誇るに至った。以降もそれぞれのブランドを存続し、競合させる中で個々の特色と方向性を打ち出すと共に、2007年には上記4レーベル（開催当時はグループ外のMF文庫Jを除く）で読者投票により大賞を決める「ライトノベルアワード」を開催した。
そのようなライトノベルの角川グループ寡占状態の中にあって、一般全国新聞への記事の掲載などにより注目されたためか、2000年代中盤から竹書房や小学館（ガガガ文庫、ルルル文庫）などの再参入（竹書房は2007年をもって再度撤退）以外にソフトバンククリエイティブ、ホビージャパン、一迅社、PHP研究所、そして講談社や京都アニメーションやポニーキャニオンも独自レーベルで新規参入した。その他にも、様々な自費出版系の出版社などもライトノベルのレーベルを出版している。

### 2012年以降
2013年10月1日、角川書店および富士見書房、アスキー・メディアワークス、エンターブレイン、メディアファクトリーの5社はKADOKAWAに吸収合併され、それぞれ社内ブランド化された。各社内ブランドのレーベルは概ね存続しているが、2015年10月に富士見書房の単行本部門（FUJIMISHOBO NOVELS）をベースに新レーベル「カドカワBOOKS」が設立されている。電撃文庫だけは創業の経緯から角川歴彦の直轄とされ、編集、営業部門が独立していたが、2015年以降はKADOKAWAへの統合が進んでいる。
時を前後するが、上記の他、ヒーロー文庫（主婦の友社）やMFブックス（メディアファクトリーおよびフロンティアワークスとの共同）といったオンライン小説の書籍化専門レーベルが出現し、特に2012年頃からは『小説家になろう』への投稿作品書籍化を手がけるレーベルが相次いで立ち上げられ、それらの作品・レーベルを総称して「なろう系」と表現されるケースも増えている。小説家になろうが旺盛を極めるより前からあった『Arcadia』や『アルファポリス』の投稿作品もなろう系という誤った区分を受けることもある程度に、知名度が高く影響力がうかがえる。
この影響による、ライトノベル的なテキストを扱う小説投稿サイトは。2020年までに以下のサイトが新設された。
- 2015年4月24日、NHNプレイアートによる『comicoノベル』（オンラインコミックサイト兼コミックアプリ『comico』内の投稿サイト）
- 2016年2月29日、はてなとKADOKAWAと共同開発による『カクヨム』
- 2016年7月26日、SBクリエイティブグループのツギクル株式会社による『ツギクル』
- 2016年12月19日、未来創造による『トークメーカー』（現在は講談社に運営変更し現名称は『NOVEL DAYS』）
- 2017年11月15日　LBM Technology株式会社による『L-boom』
- 2018年1月29日、株式会社ノベルバによる『ノベルバ』
- 2018年5月10日、UDリバース株式会社による『マグネット!』（現名称は『MAGNET MACROLINK』）
- 2019年2月25日、講談社による『セルバンテス』（後に同社の『NOVEL DAYS』に移行）
- 2019年4月17日、スターツ出版による『ノベマ!』（ただし現在はライト文芸中心）
- 2019年7月18日、ホビージャパンによる『ノベルアップ+』
- 2019年8月5日、LINE株式会社による『LINEノベル』

書籍化に至ることなくサービス終了したサイトもある中、LINEノベルはオープンと同時に元・電撃文庫編集長の三木一馬を統括編集長として、LINE文庫、LINE文庫エッジを創刊し、コンテンツの提供に力を入れていた。しかし、2020年に休止している。
かねてよりオンライン小説の書籍化は存在していたが、このようにウェブ上への投稿機能を備えたサイトが林立したことで、既存・新設に関わらず投稿小説からのスカウトが急増した。
また、体裁が若干異なるが、セリフを吹き出しにして顔のイラストを表示し、スクロールやタップによって演出が加わる形態のテキストの電子書籍や小説投稿サイトも登場した。上述の『comicoノベル』や『NOVEL DAYS』でも一部の作品はこの体裁である。古くは2014年にRenta!で『絵ノベル』という電子書籍の形で見られる。トークアプリ風読み物だとか、チャットノベルだとか形容されている。『ストリエ』では投稿小説以外でも、既存の作品の試し読みがこの形態で公開されていた。『プリ小説 byGMO』（『プリ画像』の姉妹サービス）やアプリ『POCH』には夢小説として名前変換機能がある媒体もあり、オンライン投稿としてのメリットといえる。
一方で、読者の高齢化によるニーズの高まりに応え、刊行が中断し、長く未完結であった作品を改めて完結するケースや、完結した作品の続編がファンサービス的に執筆されるケースも増えている。作者が亡くなった未完作を別人の手で完結させた『ゼロの使い魔』は前者の典型で、『フルメタル・パニック！』『灼眼のシャナ』などは後者のケースに該当する。
2012年以降、旧来型のライトノベル業界は縮小を続けており、文庫ラノベ市場は2012年の284億円をピークに、2021年には123億円と半減以下になった（出版科学研究所調べ）。背景には統計上別扱いである「小説家になろう」発の単行本（いわゆるなろう系作品）の台頭があると考えられている。佐藤辰男は「いま流行りの“なろう系”小説のことを書いた本に、「なぜ売れているか」の理由が載っていて、そこに書かれていた「ネットなら自由に小説が書ける」、「読者の反応がビビッドに返ってくる」など、理由がすべて「かつて自分たちがライトノベルを作ったときに感じていたこと」だった」「かつてライトノベルの強みだったものが、いまはネット系小説に負けているのだとすれば、これは問題が大きい」、鳥嶋和彦は「売れた結果、空気感がパターンになり、権威になり、売ることありきで読者と乖離していった結果、媒体としての生命力を失い、次のものに追い越されていく。すべてこれの連続」と語る。

## 他ジャンルとの関係

### 一般向け展開
『十二国記』や『氷菓』、『おいしいコーヒーのいれ方』など、当初はライトノベルレーベルから刊行されたものを一般文芸として売り出しているものもある。ライトノベルレーベルも一般層向けの戦略に力を入れ始めており、各レーベルはアニメ的イラストを入れないハードカバー作品（メディアワークス）や「イラストのないライトノベル」などの発売を行っている。
『十二国記』は少女向けレーベル「講談社X文庫ホワイトハート」から刊行されていたが、たとえ少女小説が装丁やキャラクターの書き方・会話文が男性向けレーベルのライトノベルと同じように見えたとしても、前述のように少女小説は一般文芸に近いレベルの書き方を要求されてきたため、こういった越境は決して不思議な現象ではない。
最近ではライトノベルを読まない層にもライトノベルへの関心は広まっており、全国新聞や雑誌でもライトノベルの書評や特集が掲載されることもある。
テレビドラマ化された『失踪HOLIDAY』や『メイド刑事』や『掟上今日子の備忘録』、映画化された『ブギーポップは笑わない』、テレビドラマ化された後に映画化された『半分の月がのぼる空』などのように、最近では実写化も目立つようになった。また、『All You Need Is Kill』は2014年にトム・クルーズ主演でハリウッドでの実写映画が公開。日本での邦題は『オール・ユー・ニード・イズ・キル』で、キャッチコピーには「日本原作、トム・クルーズ主演。」と銘打たれた。
単行本形式でのライトノベルの発表は、現在かなりの頻度で行われている。
アスキー・メディアワークスは2009年冬に高年齢層向けの「メディアワークス文庫」を設立。当レーベルから刊行された三上延の『ビブリア古書堂の事件手帖』はベストセラーとなりドラマ化もされ、後にライト文芸と呼ばれる分野の代表作となった。
2007年6月からは富士見書房がペーパーバックでのレーベルを開始した。
ファミ通文庫を擁するエンターブレインは、ファミ通文庫から出ていた桜庭一樹の『赤×ピンク』を角川文庫から新装版発売した。
2009年3月には『スレイヤーズ』、『涼宮ハルヒの憂鬱』、『鋼殻のレギオス』など角川系のライトノベルを小学生向けに読みやすくした作品や、いとうのいぢ、okama、鶴田謙二などの人気イラストレーターを起用した作品を含む「角川つばさ文庫」をグループ各社の協力出版形式で創刊した。
集英社も、小学生向けのライトノベルレーベルである「集英社みらい文庫」を2011年4月に刊行開始し、ジャンプJブックス、スーパーダッシュ文庫、コバルト文庫で反響の大きかった作品やオリジナル作品を出している。
早川書房はSF系の、東京創元社はミステリ系のライトノベル作家の作品を刊行している。早川書房は2003年開始のレーベル「次世代型作家のリアル・フィクション」（ハヤカワ文庫JA）で冲方丁、小川一水、桜坂洋、新城カズマなどSF系ライトノベル作家の作品を刊行した。また、野尻抱介の単行本刊行、『微睡みのセフィロト』や『大久保町シリーズ』、『ふわふわの泉』などライトノベルとして刊行された旧作の復刊、藤間千歳・瀬尾つかさ・野﨑まどらSF系の新鋭ライトノベル作家の新作を刊行していた。東京創元社はライトノベル作家としてデビューした桜庭一樹・米澤穂信の作品を刊行し、また谷原秋桜子のライトノベル作品を復刊、新作を刊行していた。表紙イラストには前嶋重機やミギー、竹岡美穂らライトノベル系のイラストレーターを起用していた。
2000年代後半には、桜庭一樹の直木賞、乙一、森川智喜の本格ミステリ大賞、冲方丁の本屋大賞、佐藤友哉の三島由紀夫賞、小野不由美、米澤穂信の山本周五郎賞などのように、ライトノベル出身でありながら一般の文学賞を受賞する者も増えたが、既存のライトノベルレーベルからは「卒業」扱いとなることが多く、必ずしもライトノベルの地位向上には繋がっていない。

### 一般作品のライトノベル化
角川スニーカー文庫や富士見ミステリー文庫は宮部みゆきの『ブレイブ・ストーリー』、綾辻行人の『Another』など、一般文芸で活躍する作家のライトノベル化などを行っている。
2010年代からは『ビブリア古書堂の事件手帖』や『珈琲店タレーランの事件簿』『ぼくは明日、昨日のきみとデートする』など、ライトノベル作家を起用しイラストを前面に押し出した文芸作品が人気を博している。こうした一般文芸とライトノベルの中間に位置する作品群は「キャラノベ」や「ライト文芸」と称されており、メディアワークス文庫の他、富士見書房の富士見L文庫、新潮社の新潮文庫nex、集英社の集英社オレンジ文庫など大手出版社が続々と参入している。この他にも朝日新聞出版の朝日エアロ文庫、メディアファクトリーのMF文庫ダ・ヴィンチmewなどが存在する。また、角川ホラー文庫や宝島社文庫などのように、既存のレーベル内で刊行する会社もある。

### ジャンルの枠を超えた作品
講談社では、1990年代末から講談社ノベルスを持つ文芸雑誌『メフィスト』で、ライトノベルと一般文芸の中間的な作品が掲載されることがあったが、2003年、そうした作品群を専門に扱う雑誌『ファウスト』が創刊された。
編集長の太田克史はライトノベル界隈から『ファウスト』を立ち上げた直接的な影響として、上遠野浩平のみを挙げており、それ以前に活躍していた水野良、神坂一、あかほりさとるなどの作品群とは一切関係がない事を明言している。この背景には、先述の大塚英志が言及した「見えない文化大革命」が成功した結果、ライトノベルというジャンルにある種の「反知性主義」が蔓延したことから、カウンターとして創刊された経緯があり、大塚も太田のメンターとして活動していた。
レーベルでは2006年に創刊された講談社BOXがライトノベルとしての側面を持ち、西尾維新、奈須きのこ、竜騎士07などの作品が刊行されていた。これ以前から講談社ノベルスには、林田球や副島成記ら人気漫画家・イラストレーターを起用した作品が存在し、越前魔太郎『魔界探偵冥王星O』シリーズでは、舞城王太郎、乙一、入間人間、新城カズマらが参加して電撃文庫とのコラボレーション企画を行っている。
講談社BOXからは2010年に星海社が独立。2015年には講談社BOXを実質的に休刊し、講談社ノベルスの兄弟レーベルとなる講談社タイガを創刊した。また、古参の児童文学レーベルでライトノベル的作品がラインナップに含まれる青い鳥文庫や、小学生女児に特化したライトノベルレーベルのなかよし文庫も刊行している。
一方、新潮社や角川書店など、ライトノベル専門ではない大手出版社でもジャンルを超えた作家の作品に力を入れている。新潮社は人気漫画家のイラストを表紙にした作品の発売や、『図書館内乱』の表紙でのメディアワークスとのコラボレーション（新潮社から出版された同作者の『レインツリーの国』がメディアワークスから発売された『図書館内乱』の表紙に登場している）を行い、レーベル内レーベルとして新潮文庫Nexを創刊した。
角川書店の文芸系レーベルでも、積極的にライトノベル作家が書く他ジャンル作品を発売している。また、一般文芸誌『野性時代』『小説屋sari-sari』にも、桜庭一樹や有川浩などのライトノベル作家の作品を数多く載せている。

### ライトノベルの販売戦略
現在のライトノベルはアニメ・ゲーム業界とはメディアミックスを通じて、事実上不可分と言えるほどに密接な関係を構築している。挿絵やコミカライズなどを多くは漫画家が担当しているため、漫画業界との関係は更に深い。コミカライズ・スピンオフ漫画の場合には原作とは異なる人物が担当するケースがほとんどだが、まれに『よくわかる現代魔法』（宮下未紀）や『GJ部』（あるや）のように原作挿絵担当が漫画版の執筆も担当するケースもある。
そのため、ライトノベルにしてもメディアミックス展開を販売戦略の主軸に据えており、長期の人気シリーズになっている作品についてはそのほとんどが、コミカライズ及びタイアップによりアニメ化やゲーム化をされている。この傾向は特に角川系ライトノベルレーベルの作品において顕著である。ゲーム化される作品も少なくない。例として1990年代に大ヒットした富士見書房の『スレイヤーズ』などがある。アニメ・漫画・ゲームを原作として小説化され、ライトノベルのレーベルから出版される逆パターンのケースも多い。
出版社の多くはメディアミックスを重視する販売戦略の一環として、大手チェーンのアニメショップや漫画専門店などの販売データを重視している。またこれらへの重点的な配本や販売キャンペーンを行うなど、配本の特定の書店チェーンへの偏りという意味では他の文芸ジャンルとは一線を画しており、むしろ漫画本の配本方式に近いものといえる。ライトノベルの主な購買層が漫画・アニメ世代であり、この種の店舗の主たる利用者とほぼ一致するため極めて大きな効果を上げている。
アスキー・メディアワークスは、売上げの多い書店、チェーン店を重点的に配本する販売店として指定し（電撃組と呼ばれる）、ある作家の前作の売り上げ数を次作の初回配本数とする、というシステムを構築している。他のKADOKAWA社内ブランドも特約店制度を導入して優先的な配本を行なっている他、KADOKAWA以外の出版社も実績配本を行なっている。

## 日本国外の動向

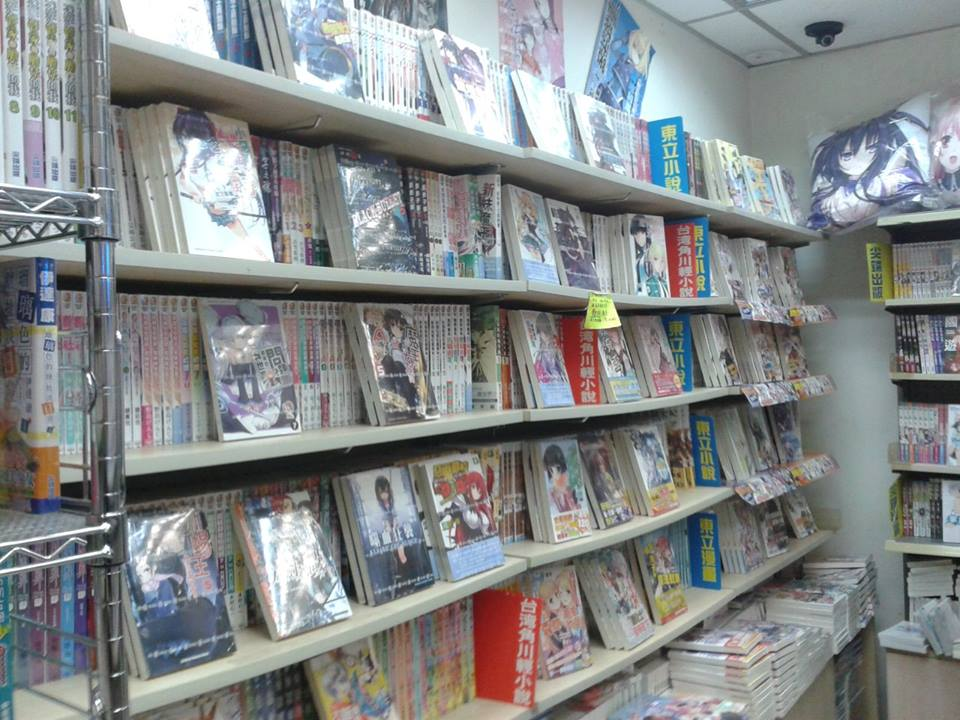
マカオのライトノベル書店。

### 台湾・香港
台湾と香港では角川書店の現地法人・台湾国際角川書店がスニーカー文庫や電撃文庫の一部作品を繁体字中文に翻訳して発売している。2007年には青文出版集団が集英社と独占契約を締結し「菁英文庫」（Elite Novels） のレーベル名でスーパーダッシュ文庫・コバルト文庫のタイトルを刊行しているのを始め、日本では後発参入であるGA文庫やHJ文庫もそれぞれ、現地の出版社と独占ないし優先契約を締結している。太字は独占契約。
2008年には、台湾角川が主催する台湾でのライトノベル新人賞・台湾角川ライトノベル大賞が始まった。またそれ以前には、雑誌『ファウスト（台湾版）』で募集された浮文誌新人賞があった。この賞は元々ジャンルを限らず短編小説を募集していたが、2009年より名称を浮文字新人賞に変更し、長編のライトノベルを募集する賞として刷新された。
青文出版集団
菁英文庫（Elite Novels） - スーパーダッシュ文庫・コバルト文庫・ジャンプj-Books
青文文庫（CW Novels） - ファミ通文庫・ジャンプ j-Books・EXノベルズ・なごみ文庫
莉莉絲文庫
尖端出版
浮文字 - 電撃文庫・富士見ミステリー文庫・ファミ通文庫・ガガガ文庫・ルルル文庫・MF文庫J・GA文庫・講談社ノベルス・講談社BOX・ハヤカワ文庫JA・徳間デュアル文庫・角川スニーカー文庫
台湾国際角川書店
Fantastic Novels - 角川スニーカー文庫・角川ビーンズ文庫・富士見ファンタジア文庫・富士見ミステリー文庫・電撃文庫・ファミ通文庫
Midori Novels - 角川ビーンズ文庫・ファミ通文庫
Ruby Series - 角川ルビー文庫
BLOOM Series Novels
東立出版社
東立軽小説（LIGHT NOVELS） - 電撃文庫・ファミ通文庫・ガガガ文庫・ルルル文庫・MF文庫J・HJ文庫・徳間デュアル文庫・富士見ミステリー文庫
炫小説（SHINE NOVELS） - 集英社のジャンプj-Booksと独占契約
酷小説（COOL NOVELS） - ジャンプ系以外のノベライズ小説

### 中国本土
天聞角川において角川系作品の翻訳版が出されている。日本のライトノベルだけでなく台湾作家の著作、中国本土作家のオリジナル作品もある。天漫軽小説というライトノベル専門誌も存在する。新人賞を設けており、長編優秀作には日本での発表もあり得ると謳っている。その他に西尾維新の刀語なども翻訳版が出されている。

### 韓国
韓国では主に大元CIや鶴山文化社、ソウル文化社が日本で人気が出たタイトルを軒並み翻訳しており、一部の大型書店であれば簡単に手に入れることができる。刊行ペースもかなり早く、日本国外では最も日本産ライトノベルを受容している国の1つといえる。
鶴山文化社はライトノベルも含め幅広いジャンル小説を対象にしたファウスト小説賞を募集している。またエクストリームノベルやD&Cメディアのシードノベルでは、賞という形を取らずに、期限などを設けず国内作家のライトノベルを募集している。
大元CI（DAEWON CI）
NT Novel - 角川スニーカー文庫・富士見ファンタジア文庫・富士見ミステリー文庫・電撃文庫・スーパーダッシュ文庫・MF文庫J・ファミ通文庫
（NTは「Newtype」の意味。大元メディアは韓国語版「Newtype」を発行している）
Issue Novels - 角川スニーカー文庫・角川ビーンズ文庫・講談社X文庫ホワイトハート・C★NOVELS
鶴山文化社
エクストリームノベル（Extreme Novel） - 角川スニーカー文庫・電撃文庫・富士見ファンタジア文庫・富士見ミステリー文庫・ファミ通文庫・MF文庫J・スーパーダッシュ文庫・EXノベルズ。韓国オリジナル作品もある。
メイクイーンノベル（May Queen Novel） - 角川ビーンズ文庫・コバルト文庫
ファウストノベルズ（Faust Novels） - 講談社ノベルス（雑誌『ファウスト（韓国版）』）
Book Holic - 乙一、米澤穂信、桂望実、天野節子、舞城王太郎、有栖川有栖、橋本紡など。ライトノベル以外の作品も含む。
ソウル文化社
Jノベル（J-novel） - 日本の作品の翻訳のほか、韓国作家の作品も出版する
Wink Novels - コバルト文庫・角川ビーンズ文庫
映像出版メディア（旧・映像ノート）
ノベルエンジン（NovelEngine） - 韓国作家のライトノベルを出版すると同時に日本の作品を翻訳して出版している。毎年2回くらい大賞公募が行っている。
D&Cメディア
シードノベル（Seed Novel） - 韓国作家のライトノベルを出版する。特に期限を設けず、ライトノベル作品の公募を行っている。
Lノベル（L Novel） - 日本の作品の翻訳
AKコミュニケーションズ
AKノベル - MF文庫J・HJ文庫

### 北米
アメリカでは2004年にTOKYOPOPが『スレイヤーズ』を刊行して以降、VIZ Mediaが『灼眼のシャナ』を刊行するなど紹介されたタイトルは少数で、漫画作品に比べると翻訳出版は進んでいなかったが、セブンシーズ・エンターテインメントがメディアワークスやメディアファクトリーからライセンス供与を受け2007年より「lightnovel」レーベルを新設し『しにがみのバラッド。』『ヴぁんぷ!』『かのこん』『ゼロの使い魔』などを刊行。台湾や韓国に続き2008年夏には講談社『ファウスト（アメリカ版）』が発売し、西尾維新、奈須きのこなどの作品が掲載された。
TOKYOPOP
TOKYOPOP Novels - 角川スニーカー文庫・富士見ファンタジア文庫・富士見ミステリー文庫・電撃文庫・ハヤカワ文庫JA
Seven Seas Entertainment
lightnovel - 電撃文庫・MF文庫J

### ヨーロッパ
ヨーロッパではTOKYOPOPがドイツで主に角川グループ系やコバルト文庫の作品を翻訳出版している。
Carlsen
Nippon Novel
TOKYOPOP
TOKYOPOP Romane - 角川スニーカー文庫・角川ルビー文庫・電撃文庫・ファミ通文庫・コバルト文庫

### ロシア
ロシアでは日本における略称「ラノベ」がそのまま単語 ранобэ として定着しつつある。元の語が「light novel」であるため「ланове」の方がより正確だが、既に「кавасаки」（カワサキ。カニ籠漁船の意。造船メーカー川崎重工業が由来）と同様に日本からの外来語としてローマ字表記「ranobe」の転写である「ранобэ」が主流になっている。